# Stadio Vito Simone Veneziani
Lo stadio Vito Simone Veneziani è lo stadio comunale della Città di Monopoli, situato nella zona nord del centro cittadino.
Ospita le partite ufficiali del campionato di calcio italiano di Serie C (girone C) della Società Sportiva Monopoli 1966. È inoltre utilizzato per disputare triangolari di calcio a scopo benefico, ed è a disposizione di alcune società sportive della città che usufruiscono della pista di atletica per allenarsi quotidianamente.

## Storia
L'impianto è intitolato ad un imprenditore monopolitano deceduto nel 1946 in un incidente stradale, all'epoca vicepresidente della locale squadra di calcio Unione Sportiva Audace.
Fino agli inizi degli anni 2000 ha ospitato concerti di celebri cantanti.
Il record di pubblico per una partita di calcio è stato raggiunto nella stagione 2004-05 durante il derby tra Monopoli e Brindisi quando circa 12 000 hanno assistito all'incontro. Il derby si è concluso con il risultato di 2-2.

## Struttura
Lo stadio, che si compone di manto erboso naturale con lunghezza di 105 metri e larghezza di 65 metri segnato con polvere di gesso, è stato dotato anche di un impianto di illuminazione inaugurato con un triangolare di beneficenza il 30 marzo 2006, che consente di ospitare partite notturne, di una pista d'atletica, di un campo di allenamento adiacente in terra battuta (campo C - dal 2017 è sorta una tensostruttura), nonché di infermeria, di spogliatoi e di una palestra.
I gruppi organizzati del tifo monopolitano si posizionano nella curva nord, costruita negli anni ottanta all'epoca della promozione del Monopoli in Serie C1. Gli altri settori disponibili per i tifosi di casa sono i distinti laterali nord, i distinti centrali o gradinata, e la tribuna coperta, mentre i distinti laterali sud, che possono ospitare fino a 880 persone, sono riservati al pubblico ospite.
Nel 2019 l'impianto è stato oggetto di lavori di adeguamento con l'installazione di 67 nuovi proiettori luminosi e l'installazione di 1400 sedute. 
La sua attuale capienza omologata è di 4800 posti a sedere.
L'impianto di illuminazione sfrutta 4 torri faro e la tettoia della tribuna principale, sono installati 96 apparecchi Philips ArenaVision MVF404.